# 法苑珠林
『法苑珠林』（ほうおんじゅりん）は、唐代に道世が著した仏教典籍、類書。全100巻。668年（総章元年）成立。
659年（顕慶4年）、唐道世は『経律異相』に依拠し『諸経要集』を編纂、その後更に『法苑珠林』を撰文している。引用する典籍は仏教のみならず儒家、道教、讖緯、雜著など400種を超え、また現在は散逸した『仏本行経』、『菩薩本行経』、『観仏三昧経』、『西域誌』、『中天竺行記』などを引用し、インドの歴史地理研究の上で重要な史料となっている。
内容は劫量篇より傳記篇までの全100篇668部となっており、文体は駢文が採用されている。
本書は、前掲の南朝梁宝唱の『経律異相』50巻や、虞孝敬の『内典博要』30巻（亡佚）という先立つ仏教類書に続き、本書を撰した。ただ、先学の編撰したものと大きく異なるのは、当時の中国で人口に膾炙していたり、文献に残されていた仏教説話を盛んに取り入れて、経文類に著された観念の具体的な表れとして用いた点にある。具体的には、本書の各篇の構成は、「述意部」（駢文）・「引証部」（経文）という概要と経文の引用があり、その後に、「感応縁」という部分が来るというものである。この「感応縁」が具体的な仏教説話に相当する。

## 篇目
- 却量篇第一（巻1）
- 三界篇第二（巻2-3）
- 日月篇第三（巻4）
- 六道篇第四（巻5-7、感応縁50縁）
- 千佛篇第五（巻8-12、感応縁12縁）
- 敬佛篇第六（巻13-17、感応縁91縁）
- 敬法篇第七（巻17-18、感応縁41縁）
- 敬僧篇第八（巻19、感応縁11縁）
- 致敬篇第九（巻20、感応縁1縁）
- 福田篇第十（巻21）
- 歸信篇第十一（同上、感応縁3縁）
- 士女篇第十二（同上）
- 入道篇第十三（巻22、感応縁5縁）
- 慚愧篇第十四（巻23）
- 獎道篇第十五（同上、感応縁3縁）
- 説聽篇第十六（巻23-24、感応縁9縁）
- 見解篇第十七（巻25、感応縁2縁）
- 宿命篇第十八（巻26、感応縁9縁）
- 至誠篇第十九（巻27、感応縁14縁）
- 神異篇第二十（巻28、感応縁18縁）
- 感通篇第二十一（巻29）
- 住持篇第二十二（巻30）
- 潛遁篇第二十三（巻31、感応縁13縁）
- 妖怪篇第二十四（同上、感応縁27縁）
- 變化篇第二十五（巻32、感応縁25縁）
- 眠夢篇第二十六（同上、感応縁6縁）
- 興福篇第二十七（巻33、感応縁11縁）
- 攝念篇第二十八（巻34）
- 發願篇第二十九（同上）
- 法服篇第三十（巻35、感応縁5縁）
- 燃燈篇第三十一（同上、感応縁3縁）
- 懸旛篇第三十二（巻36、感応縁1縁）
- 華香篇第三十三（同上、感応縁6縁）
- 唄讚篇第三十四（同上、感応縁6縁）
- 敬塔篇第三十五（巻37-38、感応縁21縁以上）
- 伽藍篇第三十六（巻39、感応縁20縁以上）
- 舎利篇第三十七（巻40、感応縁18縁）
- 供養篇第三十八（巻41）
- 受請篇第三十九（巻41-42、感応縁６縁）
- 輪王篇第四十（巻43）
- 君臣篇第四十一（巻44、感応縁5縁）
- 納諌篇第四十二（巻45）
- 審察篇第四十三（同上、感応縁3縁以上）
- 思慎篇第四十四（巻46、感応縁11縁）
- 儉約篇第四十五（同上、感応縁2縁）
- 懲過篇第四十六（巻47、感応縁3縁）
- 和順篇第四十七（同上）
- 誠勗篇第四十八（巻48、感応縁4縁）
- 忠孝篇第四十九（巻49、感応縁15縁）
- 不孝篇第五十（同上、感応縁3縁）
- 報恩篇第五十一（巻50、感応縁4縁）
- 背恩篇第五十二（同上）
- 善友篇第五十三（巻51）
- 惡友篇第五十四（同上）
- 擇交篇第五十五（同上、感応縁3縁）
- 眷屬篇第五十六（巻52、感応縁7縁）
- 校量篇第五十七（同上）
- 機辨篇第五十八（巻53、感応縁4縁）
- 愚戇篇第五十九（同上）
- 詐偽篇第六十（巻54）
- 惰慢篇第六十一（同上、感応縁8縁以上）
- 破邪篇第六十二（巻55、感応縁6縁）
- 富貴篇第六十三（巻56、感応縁6縁）
- 貧賤篇第六十四（同上、感応縁1縁）
- 債負篇第六十五（巻57、感応縁11縁）
- 諍訟篇第六十六（同上、感応縁2縁）
- 謀謗篇第六十七（巻58-59）
- 呪術篇第六十八（巻60-61、感応縁8縁以上）
- 祭祀篇第六十九（巻62、感応縁13縁）
- 占相篇第七十（同上、感応縁6縁）
- 祈雨篇第七十一（巻63、感応縁23縁）
- 園果篇第七十二（同上、感応縁12縁）
- 漁獵篇第七十三（巻64、感応縁14縁）
- 慈悲篇第七十四（同上、感応縁5縁）
- 放生篇第七十五（巻65、感応縁1縁）
- 救厄篇第七十六（同上、感応縁15縁）
- 怨苦篇第七十七（巻66-67、感応縁13縁）
- 業因篇第七十八（巻68）
- 受報篇第七十九（巻69-70、感応縁26縁）
- 罪福篇第八十（巻71、感応縁1縁）
- 欲蓋篇第八十一（同上）
- 四生篇第八十二（巻72、感応縁2縁）
- 十使篇第八十三（同上）
- 十惡篇第八十四（巻73-79、感応縁70縁）
- 六度篇第八十五（巻80-85、感応縁21縁）
- 懺悔篇第八十六（巻86、感応縁3縁）
- 受戒篇第八十七（巻87-89、感応縁10縁）
- 破戒篇第八十八（巻90、感応縁4縁）
- 受齋篇第八十九（巻91、感応縁4縁）
- 破齋篇第九十（同上、感応縁3縁）
- 賞罰篇第九十一（同上、感応縁13縁）
- 利害篇第九十二（巻92、感応縁1縁）
- 酒肉篇第九十三（巻93-94、感応縁14縁）
- 穢濁篇第九十四（巻94、感応縁3縁）
- 病苦篇第九十五（巻95、感応縁14縁）
- 捨身篇第九十六（巻96、感応縁9縁）
- 送終篇第九十七（巻97、感応縁19縁）
- 法滅篇第九十八（巻98）
- 雜要篇第九十九（巻99）
- 傳記篇第百（巻100、感応縁3縁）